# Национальный альянс (США)
Национальный альянс (англ. National Alliance) — американская расистская неонацистская политическая организация сторонников превосходства «белой расы», основанная Уильямом Лютером Пирсом в 1974 году и базирующаяся в Хиллсборо, Западная Вирджиния. В 2002 году количество членов оценивалось в 2500 человек, годовой доход в 1 миллион долларов. Количество членов сократилось после смерти Пирса в 2002 году. После раскола в рядах организации в 2005 году она фактически прекратила своё существование.

## История
В конце 1966 года Пирс связался с Джорджем Рокуэллом, став членом Американской нацистской партии Рокуэлла. В 1967 году Рокуэлла застрелил один из его соратников. После этого Пирс возглавил «Национал-социалистическую партию белых людей», которая позиционировалась как преемник партии Рокуэлла. В 1968 году и Пирс и Уиллис Карто вошли в Молодежное движение в поддержку кандидатуры ультраправого политика Джорджа Уоллеса на пост президента США. В 1970 году Карто возглавил созданный на базе этого движения в Вирджинии крайне правый Национальный молодежный союз, пропагандировавший в том числе расистские и антисемитские идеи. Весной 1971 года в результате борьбы за лидерство Национальный молодежный союз раскололся, и Пирс, порвав с Карто, сумел объединить вокруг своей штаб-квартиры в Вашингтоне крупнейшую её фракцию, которая включала университетскую молодежь.
В 1974 году в целях более широкой поддержки в среде «белых» американцев Пирс смог реорганизовать своих соратников в расистский «Национальный альянс», который рассматривал себя как главную силу в предполагаемой будущей «расовой революции» и использовал лозунги «Свобода в неравенстве» и «Равенству противопоказана свобода». Члены этой партии называли себя белыми сепаратистами. В 1978 году под псевдонимом Эндрю Макдональд Пирс выпустил скандальное неонацистское сочинение «Дневники Тёрнера», которое призывало к межрасовой войне. Вначале он публиковал книгу в партийной газете «Атака» (в 1978 году газета изменила название на «Национальный авангард», с 1982 года стала журналом), а затем в виде отдельного издания. С целью распространения своих идей Пирсом было организовано издательство «Книга Национального авангарда». С этого периода число сторонников Пирса стало быстро расти, однако Национальная налоговая служба и не утвердила статус организации в качестве «образовательной».
В 1978 году Пирс основал «Космотеистическую общинную церковь». Он считал созданное им в рамках данной церкви учение пантеизмом и склонялся к «панарийским» нордическим культам. Эти культы акцентировались на идее особой близости «белых людей» с природой и природной «духовной сущностью», на что повлияли идеи Савитри Деви. Согласно учению, у каждой расы есть своя предначертанная роль: «белые» предрасположены стремиться к Богу, чёрные стремятся к лени, евреи стремятся к разложению. В 1985 году Пирс приобрёл большой участок земли в Милл Пойнте в Западной Вирджинии, огородил его колючей проволокой и стал продавать там книги на темы западной культуры и западных «языческих традиций». Своей целью он ставил спасение «белой расы», хотя бы здесь, вдалеке от федерального правительства. Отчасти он опирался также на британский израилизм и расистскую религию «идентичное христианство». «Национальный альянс» регулярно собирался, чтобы приобщиться к идеям «космотеизма».
Во второй половине 1980-х годов в период президентства Рональда Рейгана число членов «Национального альянса» существенно уменьшилось. В 1989 году Пирс издал новую книгу «Охотник» и заявил, что период его отступления закончился. Книга повествовала о белом мужчине («одиноком волке») по имени Оскар Егерь, который объявил войну евреям и «цветным». С помощью винтовки с оптическим прицелом он убивал межрасовые супружеские пары, а евреев и либеральных политиков. Книга посвящалась серийному убийце Джозефу Фрэнклину, который застрелил двух чернокожих. В своей резиденции Пирс выпускал расистскую литературу. С 1991 года он освоил новый прибыльный бизнес, выпуская аудиокассеты. С конце 1991 года на коротких волнах «Национальный альянс» начал выпускать еженедельную радиопрограмму «Голоса американских диссидентов». В этом Пирсу помог бывший радиоинженер Кевин Штром. Он же в конце 1995 года оказал Пирсу помощь в начале пропаганды при помощи Интернета, что привлекло к организации большое число сторонников. Пирс утверждал, в 1990—1991 году численность альянса возросла вдвое. По его словам, в конце 1992 года количество желающих вступить в организацию выросло в тридцать раз в сравнении с 1989 годом. Пропаганда через Интернет и реализация музыкальных записей в стиле «белой власти» привели к признанию Пирса и его организации европейскими неонацистами.
В 2001 году «Национальный альянс» занялся участием в демонстрациях и распространением листовок против «роста еврейского влияния в США». 20 апреля Пирс произнёс свою последнюю речь перед сторонниками «Национального альянса», призвав к созданию профессиональной организации и к уклонению от союза с другими радикальными группами. В этот период в «Национальном альянсе» на постоянной работе имелось 17 профессиональных служащих. Организация имела годовой доход в размере 17 млн долларов. Альянс включал отделения в двадцати штатах. Организация была на пике своей популярности, став главной неонацистской организацией в США и в целом в западных странах, чего Пирсу удалось достичь с помощью пропаганды в Интернете и торговли книгами и музыкальной произведениями радикального содержания. «Национальный альянс» реализовал расистскую компьютерную игру «Этническая чистка» (2002). В течение десяти дней перед своей смертью Пирс приглашал к себе ближайших соратников и давал им инструкции, что следует делать для сохранения жизнеспособности «Национального альянса», который формировался вокруг единого вождя. Уильям Пирс умер 23 июля 2002 года от рака и почечной недостаточности.
После смерти физика Пирса лидером партии стал бывший боксёр 39-летний Эрик Глибе, который выступал на ринге под прозвищем «Арийский Варвар». Ему не удалось добиться в организации общего признания. Его соперником стал Билл Ропер. Последний, в нарушение элитистской линии Пирса, привнёс популизм, привлекая к деятельности альянса скинхедов и других белых националистов. В сентябре 2002 году Ропер был исключён Глибе из организации, которая испытала глубокий кризис. В 2002—2003 годах число её членов упало с 1500 до 800, существенно упали, в результате чего альянс, который недавно давал Пирсу большую прибыль, стал убыточным. Ряд лидеров оказались в тюремном заключении или были убиты. Среди руководства начались конфликты. В августе 2003 года один из лидеров, Дэвид Прингл, заявил: «Наши главные враги не евреи, а предатели в наших собственных рядах».

## Идеология
Роман «Дневники Тёрнера» призывает к межрасовой войне, он описывает «белую расовую (расистскую) революцию», организованную расистской организацией для уничтожения мультикультурализма в конце XXI века. Уничтожение представителей «чёрных рас» и евреев, а также «предателей «белой расы»» заявлено как единственное возможное решение социальных проблем, угодное неназванному божеству. В книге говорится об «уникальной роли евреев как элемента, способствующего распаду народов и цивилизаций». Описывается уничтожение этнических меньшинств, прежде всего евреев; уничтожение наиболее крупных русских городов и превращение Сибири и Дальнего Востока в радиоактивную пустыню; уничтожение населения всего Азиатского континента, включая всех китайцев. Эта «арийская революция» представлена автором как завершение Холокоста.
По словам белых расистов из «Национального альянса»: «У нас особое обязательство перед своей расой: обеспечить её выживание, сберечь её уникальные черты, улучшить её качество». «Национальный альянс» в своей политике опирался на «белый националистический сепаратизм». Своей целью организация считала воссоздать «чистую территорию» для собирания всех «белых» и сохранения «белой (арийской) расы». Организация стремилась создать общества, «основанные на арийских ценностях и совместимые с арийской природой», для чего необходимо «тщательное, повсеместное искоренение семитских и других неарийских ценностей и обычаев». «Национальный альянс» отверг традиционный американский патриотизм, который был характерен для более ранних ультраправых. По словам Пирса, «Если и есть страна, заслуживающая того, чтобы быть дотла спаленной громом и молнией, так это сегодняшняя Америка». Эта переориентация национального единства на расовое привела к взгляду на американское государство как на «зловредное чудовище», «самого опасного и разрушительного врага, какого наша раса когда-либо знала». Пирс определял власть США как «Сионистское оккупационное правительство». Христианство также отвергалось Пирсом как «одна из главных душевных болезней нашего народа», через которую распространяется «еврейское влияние». Предполагаемое после «расовой революции» правительство Пирс видел как религиозное, которое будет «более похожим на священный орден». Будущей религией «белой расы» он считал «арийскую религию» — созданный им «космотеизм».
В позднейшее время сторонники «Национального альянса» утверждают, что являются не неонацистами, а «белыми расовыми сепаратистами». Они призывают «любить белую расу» и готовиться воссоздать её «родину»: «В духовно более здоровую эпоху наши предки взяли себе во владение те части мира, климат и земля которых подходили нашей расе: в частности, вся Европа и зоны умеренного климата в обеих Америках, не говоря уже об Австралии и южной оконечности Африки». Они призывают вернуть власть белых над этими территориями.
Пирс заявлял, что «уникальность Национального альянса состоит в том, что он определяет национальность в расовых, а не географических терминах». По его мнению, «Национальный альянс», в первую очередь защищает
права «белой расы» и не принадлежит к числу экстремистских организаций.

## Влияние
После своего выхода книга «Дневники Тёрнера» фактически заменила для американских и европейских неонацистов «Майн Кампф» Гитлера. ФБР назвало книгу «библией правых расистов».
«Дневники Тёрнера» и другие сочинения Пирса вызывали у поклонников расовую ненависть и неоднократно побуждали их к совершению грабежей и убийств, стимулировав неонацистский терроризм в США и Великобритании.
Согласно Антидиффамационной лиге, эта книга «вероятно, наиболее читаемая среди ультраправых экстремистов», многие из которых ссылались на неё как на источник побуждения к их террористической активности. Правозащитная организация Центр Симона Визенталя назвала роман «книгой ненависти».
В сентябре 1983 года глава Северо-западного тихоокеанского филиала «Национального альянса», Роберт Мэтьюз, опираясь на «Дневники Тёрнера», создал расистскую террористическую организацию The Order (Орден «Молчаливого братства», англ. Silent Brotherhood) с целью борьбы с «Сионистским оккупационным правительством» — федеральным правительством в США в идеологии организации. Мэтьюс заимствовал выражение из «Дневников Тёрнера». В организацию вошли немногим более двадцати членов. В 1983—1984 годах The Order совершил ряд громких и дерзких грабежей. Члены организации объявили «войну в 1984 году» и убили в Дэнвере известного еврейского радиожурналиста Элена Берга. После этого ими занялось ФБР. 8 декабря 1984 году Мэтьюз погиб в перестрелке с агентами ФБР, а ряд других боевиков были арестованы. По заявлению Пирса, Мэтьюз «перевёл нас от журналистских обличений на кровавую тропу». По материалам расследования, Мэтьюз требовал от своих боевиков читать «Дневники Тёрнера». Сам он считал себя одинистом, но разделял и «идентичное христианство». В убийстве Берга принимал участие Дэвид Лэйн, входивший в движение «идентичного христианства».
В феврале 1993 году Майкла Шилдза, члена «Национального альянса» за угрозы президенту Клинтону и другим высшим американским чиновникам суд приговорил к тюремному заключению на восемь месяцев.
В апреле 1995 году Тимоти Маквей устроил взрыв в федеральном здании в Оклахома-сити, в результате чего погибли 168 человек и более 500 человек получили ранения. Накануне теракта он несколько раз звонил в штаб-квартиру «Национального альянса». В его автомобиле были обнаружены ксерокопии страниц из книги «Дневники Тёрнера», и, по данным следствия, теракт был подготовлен по сценарию книги, повествующему о террористической атаке на главное управление ФБР.
12 мая 1995 года полиция обнаружила у микробиолога Лэрри Уэйна Харриса бактерии бубонной чумы, которые он похитил из своей лаборатории в Лэнкастере, штат Огайо. Также у него нашли самодельные заряды и детонаторы, а также карточку члена американской неонацистской организации «Арийские нации». Он дал показания о принадлежности к «Национальному альянсу». Харрис был осуждён на 18-месячный испытательный срок.
В 1996 года в городе Джэксон, штат Миссури, Ларри Шумейк, под влиянием писаний Пирса, застрелил одного чернокожего и ранил несколько. При приближении полиции Шумейк застрелился. При обыске в его доме была обнаружена брошюра Пирса «Отделение или истребление».
В апреле 1997 году в штате Флорида по причине нарушения федерального законодательства по обращению с оружием был арестован член «Национального альянса» Тодд Ванбайбер. Следствие установило, что он возглавлял банду, которая совершила ограбление трёх банков, и 2000 долларов из добытой суммы ушло в руки Пирса.
В 1998 году под влиянием «Дневников Тёрнера», Джоном Кингом было совершенно жестокое убийство чернокожего, за что Кинг в феврале 1999 года был приговорён к смертной казни, стал первым «белым», казнённым в Техасе после восстановления там в 1970 году смертной казни.
В феврале 1999 года членом «Национального альянса» Эриком Хэнсоном было совершено нападение на чернокожего и его белую подругу, за что Хэнсон был приговорён к испытательному сроку. 4 июня 2001 года он был убит в ходе перестрелки с полицией.
В июне 1999 года член «Национального альянса» Крис Джильям подвергся аресту за незаконное хранение оружия, в результате чего в его доме была обнаружена расистская литература и инструкции по созданию взрывчатки. Джильям был приговорён к десяти годам заключения. Спустя два дня три других члена «Национального альянса» были арестованы за незаконное хранение оружия.
В феврале 2000 году Майкл Штель из Питтсбурга, имеющий связи с «Национальным альянсом», был арестован за убийство своего гостя Б. Хартзелла.
2 августа 2000 году аресту подвергся Карл Карлсон, являвшийся главой отделения «Национального альянса» в штате Небраска, который был уличён в том, что снабжал самодельными бомбами ультраправых боевиков.
25 октября власти привлекли к ответственности члена «Национального альянса» Стива Макфаддена, незаконно содержавшего оружейный склад. У него была найдена литература альянса, в том числе «Дневники Тёрнера».
4 января 2002 года аресту подвергся Майкл Эдвард Смит, который угрожал из окна своего автомобиля обстрелять синагогу в Нэшвилле. У Смита был обнаружен склад оружия и большое число литературы «Национального альянса», включая «Дневники Тёрнера».
С «Национальным альянсом» был связан Томас Мэйр, позже осуждённый за убийство в 2016 году политика британской Лейбористской партии Джо Кокс; в 1999 году Мэйр получил от альянса инструкцию по изготовлению огнестрельного оружия в домашних условиях.